# Грезини, Фаусто
Фа́усто Грези́ни (итал. Fausto Gresini; 23 января 1961, Имола, Эмилия-Романья — 23 февраля 2021, Болонья) — итальянский мотогонщик, двукратный чемпион мира по шоссейно-кольцевых мотогонок MotoGP в классе 125сс. Основатель и руководитель спортивной команды «Gresini Racing», выступающей в MotoGP.

## Биография
Фаусто Грезини родился в Имоле. Он начал профессионально выступать в 1978 году, в возрасте 17 лет, в чемпионате Италии в классе 50сс. В 1983 году Грезини провел свой первый сезон в чемпионате мира по шоссейно-кольцевым мотогонкам MotoGP в классе 125сс, выступая за команду MBA.
За время своих выступлений, Фаусто Грезини выиграл два титула чемпиона мира в классе 125cc в 1985 и 1987 годах, выступая за команду Garelli под руководством Эудженио Лаззарини. Также он трижды был вице-чемпионом, в 1986 году с Garelli, а также в 1991 и 1992 годах с Honda. В 132 Гран-При, в которых принимал участие Фаусто, он одержал 21 победу, 15 вторых мест и 11 третьих.

### Рекорды
- 11 подряд побед на этапах в классе 125сс в период 1986-1987 годов (вместе с Анхелем Ньето).
- Наибольшее количество побед в классе 125сс в течение сезона — в 1987 году он хоть и потерпел крушение в финальной гонке, но выиграл все остальные, всего 10.

### Gresini Racing
Фаусто Грезини руководил основанной им же командой «Gresini Racing». Гонщики его команды дважды выигрывали чемпионат мира: Дайдзиро Като праздновал победу в классе 250сс в 2001 году, Тони Элиас стал лучшим в классе Moto2 в 2010 году. Като погиб во время Гран-При Японии 6 апреля 2003. 23 октября 2011 команда Gresini понесла еще одну потерю, когда гонщик Марко Симончелли погиб после аварии на Гран-При Малайзии.

## Смерть
27 декабря 2020 года Грезини был доставлен в больницу Маджоре ди Болонья после заражения COVID-19. После первоначального выздоровления 18 февраля 2021 года его состояние ухудшилось, возникла серьёзная инфекция лёгких. Он умер в больнице 23 февраля 2021 года в возрасте 60 лет.